# Ottendorf (Turíngia)
Ottendorf é um município da Alemanha localizado no distrito de Saale-Holzland, estado de Turíngia.
Pertence ao Verwaltungsgemeinschaft de Hügelland/Täler.

## Demografia
Evolução da população (31 de dezembro):
| - 1994 - 514 - 1995 - 509 - 1996 - 512 - 1997 - 501 | - 1998 - 496 - 1999 - 484 - 2000 - 460 - 2001 - 464 | - 2002 - 468 - 2003 - 448 |

 Fonte: Thüringer Landesamt für Statistik